# Establo Kise
El Establo Kise (木瀬部屋, Kise-beya), cuyo nombre completo es Establo Kimura Sehei, fue un establo de entrenamiento de sumo profesional. El recinto formó parte del antiguo ichimon Tatsunami.

## Historia
El establo Kise original (el cual no tiene ninguna relación con la actual generación de Kise fundada por el ex maegashira Higonoumi) fue liderada por el tate-gyōji Kimura Shōnosuke y otros árbitros a lo largo del tiempo (una práctica que actualmente esta prohibida). No obstante, el noveno (9°) maestro Kise si fue un luchador de sumo, el ex maegashira Katsuragawa, el cual reestableció el establo en 1958. Katsuragawa renunció voluntariamente a la Asociación Japonesa de Sumo en 1967, y su yerno, el maegashira Kiyonomori, se retiró como luchador activo para sucederlo en el cargo. El establo Kise solía ser el único en aceptar tanto amateurs como profesionales para entrenar dentro del recinto, y también aceptaban a otros practicantes de artes marciales como el kendo. Kiyonomori lideró el establo hasta que alcanzó la edad de retiro obligatoria en el año 2000, tras lo cual el establo cerró oficialmente sin haber producido ningún sekitori desde principios de los años 80.

## Dueños
- 1967–2000: El décimo (10°) Kimura Sehei - abreviado como Kise (ex maegashira Kiyonomori)[2]
- 1958–1967: El noveno (9°) Kimura Sehei - abreviado como Kise (ex maegashira Katsuragawa)[2]

## Exluchadores destacados
- Aobayama Hirotoshi (ex komusubi)
- Tengoyama Takakiyo (ex jūryō)